# 沃佳希夫卡
49°41′44″N 36°16′49″E / 49.69556°N 36.28028°E
沃佳希夫卡（烏克蘭語：Водяхівка）是位於烏克蘭東部的村莊，由哈爾科夫州丘胡伊夫区的茲米伊夫市鎮負責管轄。該村始建於1680年，面積0.46平方公里，海拔高度88米，2001年人口360，人口密度每平方公里777.5人。